# Lucjusz Scypion Azjatycki
Lucjusz Scypion Azjatycki (łac. Lucius Cornelius Scipio Asiaticus) – konsul rzymski 190 p.n.e., brat Scypiona Afrykańskiego Starszego. Dowodził armią rzymską w wojnie z Seleukidami, uzyskując przydomek Azjatycki. Dowodził wojskami rzymskimi w bitwie pod Magnezją w 190 r. p.n.e. Jego prawnuk brał udział w wyprawie wojennej przeciw Ilirii, wytracając niemal w całości jeden z ludów, Skordysków.